# Монте Агила (Чили)
Монте Агила (пълно име на испански: Monte Águila) е чилийски град, разположен в района на Биобио, в община Кабреро, на 5 километра южно от едноименния град. Това е главата на изчезналия Железопътна компания Монте Агила – Полкура, което го прави място, признато от железопътната индустрия. Тя включва население от 6574 жители.

## История
Историята се връща от съществуването на Мапуче, групирани в сектора на Монте Агила, отнасящи се до подделението на Юмбелл. Първите обитатели на този град са група от Мапуче, които живеят в средата на най-пясъчните и изоставени територии с малка растителност, известни по етническа принадлежност като Коюнче „Хората от пясъците“. Тези коренни хора бяха ръководени от лонко Ананкоаида, които с техния народ не бяха приети във фонда, развит в сектора, точно като дърводелците, които работеха там. През 1852 г. тази група от местни жители е била длъжна да напусне тези земи, защото с върховен декрет тогавашният президент Мануел Булнес Прието в мандата си от 1841 до 1851 отстъпи място на чуждестранната колонизация на земите, заемани от Мапуче, като по този начин позволи пристигането на немски, италиански и френски заселници. Имаше няколко грабежни въстания с цел възстановяване на техните територии с цел възстановяване на опустошените земи от 1880 до 1882 г. и затова Нанкомауида и нейният народ бяха интегрирани в прогресивния процес на отчуждаване на земята в отговор на злоупотребите и оскъдните действия на новите жители. По-късно лидерът на тази група местни хора, „аномауида“, изчезва, без да знае повече за него.
Понастоящем Монте Агила е град, който днес принадлежи на община Кабреро и основната му власт е кметът Марио Гирке Куведо. Редица промени през последните години дадоха ново лице на града, като много от тези основни промени за неговото развитие. В града бяха направени много модернизации, като настилката на улиците, новият площад и поредица от нови сгради и къщи, които днес я превърнаха в град с по-голямо значение.

## Фотогалерия
- Централния площад.
- Пожарна.
- Футболен стадион.
- Железопътна техника в употреба, в жп гарата на града.